# Hiroki Nakada
Hiroki Nakada (født 4. november 1992) er en japansk fodboldspiller.
Han har spillet for flere forskellige klubber i sin karriere, herunder Kataller Toyama.